# 2013年2月朝鲜劳动党中央政治局会议
朝鲜劳动党在2012年4月11日召开朝鲜劳动党第四次代表会议后，于2013年2月11日召开的第三次政治局会议。会议的核心议题是关于庆祝祖国解放战争胜利60周年和国庆60周年，以及对外政策等议题。

## 会议内容
此次会议据朝中社报道，于2013年2月11日在平壤举行。参加会议的有朝鲜劳动党中央政治局常务委员、委员和候补委员。会议决定的事项据报道：首先决定盛大庆祝朝鲜祖国解放战争胜利60周年和朝鲜建国65周年，同时决定继续发射卫星和有威力的远程火箭，从而表明了金正恩第一书记领导的朝鲜劳动党的对外政策。

## 决议书
会议通过决议书《关于使朝鲜民主主义人民共和国成立65周年和祖国解放战争胜利60周年成为胜利者的大庆典》。